# مایا هیرش
مایا هیرش (لهستانی: Maja Hirsch؛ زادهٔ ۱۹۷۷) بازیگر اهل لهستان است.
از فیلم‌ها یا مجموعه‌های تلویزیونی که وی در آن‌ها نقش داشته‌است، می‌توان به اولا بی‌ریخته، سال‌های شیرین، اجاره‌نشین‌ها، ع چون عشق و قانون حقیقی اشاره نمود.